# 班卓熊大冒险
《班卓熊大冒险》是Rare开发、任天堂发行的一款平台动作冒险游戏，是班卓熊系列的首部作品。它于1998年在任天堂64上发行，已由微软收購Rare後於2008年重新在Xbox Live Arcade上发行，2022年再重新於任天堂Switch上，登陸「任天堂Switch Online + 擴充包」的任天堂64精選遊戲中，標誌著系列在任天堂的平台上首次重新發行（由於微軟擁有該系列著作權，因此由Xbox游戏工作室發行）。
游戏设定在虚构的螺旋山，那儿住着一名叫班卓的熊（Banjo）和一只叫小笛的鸟（Kazooie）。巫婆Gruntilda绑架了班卓的妹妹Tooty，想通过转换装置偷走她的美貌。班卓和小笛于是冒险去营救Tooty。
《班卓熊大冒险》在商业和口碑上均获得成功，并成为任天堂平台上卖得最好的游戏之一。
值得一提的是，班卓和小笛的名字，是以時任任天堂社長山内溥的兒子山内克仁（Katsuhito）和孫子山内万丈（Banjo）命名的。